# Östra Almberget
Östra Almberget är ett naturreservat på och omkring berget med detta namn i Malung-Sälens kommun i Dalarnas län.
Området är naturskyddat sedan 2014 och är 131 hektar stort. Reservatet består av tallskogen på toppen och grandominerad skogen i sluttningarna och längre ner. 